# Historia Sierra Leone

## Okres kolonialny
Od połowy XV wieku do wybrzeży dzisiejszego Sierra Leone zaczęli docierać Portugalczycy, którzy zastali tu wiele małych państewek. Nazwę owemu skrawkowi wybrzeża nadał portugalski żeglarz Petro de Cintra. W XVI w. angielscy kupcy rozpoczęli zakładanie faktorii handlowych. Ich podstawowym towarem byli niewolnicy. W roku 1788 Brytyjczycy założyli miasto Freetown, a w 1797 roku w wyniku starań brytyjskich przeciwników niewolnictwa, którzy utworzyli Towarzystwo Sierra Leone, wydzielono obszar około 250 km² w okolicach miasta, aby osiedlać tam uwolnionych niewolników. W roku 1808 posiadłość Towarzystwa została kolonią brytyjską, a reszta kraju protektoratem brytyjskim. W roku 1958 Sierra Leone uzyskało autonomię, a w 1961 r. – niepodległość i stało się członkiem brytyjskiej Wspólnoty Narodów. 

## Lata 1961-1991
Na czele rządu stanął, jako pierwszy premier, Milton Margai, przywódca Partii Ludowej Sierra Leone. Dziesięć lat później proklamowano republikę. Do 1966 roku rządzili bracia Margai – Milton Margai, który zmarł w 1964 roku, a następnie bardziej od niego radykalny Albert Margai, który za swoje plany zmian konstytucyjnych zapłacił przegraniem wyborów w 1966 roku. Interweniowała armia, głównie po to, aby nie dopuścić do władzy Siaki Stevensa. W 1968 roku został on jednak premierem, a w 1971 roku, po proklamowaniu w Sierra Leone republiki, jej prezydentem. 
Siaka Stevens przekształcił Sierra Leone w państwo jednopartyjne (z Kongresem Ogólnoludowym jako jedyną legalną partią) i doprowadził do jego katastrofy ekonomicznej. Stało się ono rajem dla skorumpowanych magnatów i zanim stary prezydent odszedł, zdążyli oni doszczętnie ograbić kraj. Stevens kontrolował główne bogactwo kraju – kopalnie diamentów w regionie Yengema. Wydobycie i eksport diamentów były zdominowane przez prywatne spółki, płacące prezydentowi i funkcjonariuszom reżimu ogromne łapówki. Przeżarte korupcją państwo obumierało, zaś społeczeństwo ulegało stopniowej degeneracji. Po pomyślnych gospodarczo latach siedemdziesiątych, od początku kolejnej dekady narastał kryzys ekonomiczny, wywołany zmniejszeniem dochodów z upraw kawy i kakao, spadkiem wydobycia diamentów i gigantomanią dyktatora, wydającego ogromne sumy. Wskutek spadku dochodów państwa i utrzymania sztucznie zawyżonych cen produktów oraz usług, pojawiła się wysoka inflacja, nastąpił spadek poziomu życia, zaś w lipcu 1981 roku wybuchł strajk generalny. W grudniu 1981 roku prezydent ogłosił stan wyjątkowy. Niestabilna sytuacja polityczna, kryzys gospodarczy i potęga handlarzy diamentów trwały do połowy dekady. 
W 1985 roku osiemdziesięcioletni wówczas dyktator postanowił oddać władzę. W zaaranżowanych przez reżim wyborach powszechnych, które odbyły się w październiku 1985 roku, zwyciężył dowódca armii, generał brygady Joseph Saidu Momoh. Sam Momoh dążył do uregulowania napiętych stosunków z Nigerią i Liberią. W grudniu 1986 roku podpisano pakt o nieagresji między Liberią, Sierra Leone i Gwineą, zwany Związkiem Rzeki Mano. Jednak w sierpniu 1988 roku prezydent Liberii oskarżył rząd Sierra Leone o tolerowanie działalności liberyjskiej opozycji i deportował 63 obywateli Sierra Leone. Próby stabilizacji gospodarki i ukrócenia samowoli przemytników diamentów nie powiodły się. Momoh musiał stawić czoło próbom zamachu stanu w marcu 1986 r. i w 1987 roku. 

## Wojna domowa
Od 1990 roku rząd Momoha starał się osłabić rebeliantów Charlesa Taylora, wspomagając zainstalowany przez ECOWAS rząd przejściowy Amosa Sawyera i odcinając Taylora od źródeł zaopatrzenia. W odwecie Taylor z pomocą Libii zorganizował – za pośrednictwem najemników z Burkina Faso – rebeliancki Zjednoczony Front Rewolucyjny (RUF) pod dowództwem byłego kaprala armii Sierra Leone, Fodaya Sankoha, który w marcu 1991 roku rozpoczął działania zbrojne. Trwała rebelia RUF sponsorowanego przez kompanie wydobycia diamentów, złota, tytanu, liczące na intratne kontrakty. 29 kwietnia 1992 roku doszło do groteskowego przewrotu pałacowego. Oddział żołnierzy, dowodzony przez 27-letniego kapitana Valentine’a Strassera, otoczył pałac prezydencki, domagając się wypłaty zaległego żołdu. Prezydent Momoh, przeświadczony o tym, że ma do czynienia z zamachem stanu, pośpiesznie opuścił pałac. Władzę, chcąc nie chcąc, przejął kapitan Strasser. 
Rząd wojskowy Strassera stanął w obliczu pogłębiającej się zapaści gospodarczej, rosnącego niezadowolenia społeczeństwa, partyzantki RUF, także niepokojów armii, które doprowadziły do nieudanego zamachu stanu w grudniu 1992 roku. Krwawa wojna domowa pustoszyła kraj i wyniszczała jego gospodarkę. W roku 1995 rebelianci Fadaya Sankoya rozpoczęli oblężenie stolicy kraju Freetown. Prezydent Strasser, podobnie jak jego poprzednik, pod presją zachodnich rządów zgodził się przeprowadzić w lutym 1996 roku wybory powszechne i szanować ich wyniki. Na kilka tygodni przed wyborami został obalony przez kapitana Juliusa Maadę Bio. Mimo początkowego sprzeciwu, Bio zgodził się na wybory 15 marca 1996 roku, które wygrał Ahmad Tejan Kabbah. RUF zbojkotował wybory i kontynuował walkę partyzancką. Brak sukcesów i słabnące morale jego armii skłoniły go do podpisania na początku grudnia 1996 roku w Abidżanie układu pokojowego z rządem, przewidującego zakończenie wojny domowej. 
25 maja 1997 roku grupa oficerów pod wodzą majora Johny’ego Paula Koromaha obaliła prezydenta Kabbaha. Zawieszono konstytucję, wprowadzono zakaz działalności partii politycznych oraz zakazano demonstracji. W reakcji na te wydarzenia ECOWAS zastosowała blokadę granic i wprowadziła sankcje ekonomiczne, a jednocześnie zmusiła władze wojskowe do podjęcia negocjacji. Rozmowy doprowadziły do zawarcia w październiku 1997 roku porozumienia o przywróceniu do 22 kwietnia 1998 roku Kabbaha na stanowisko prezydenta. Jednak junta wojskowa opóźniała realizację porozumienia i nie respektowała przyjętych ustaleń w sprawie powrotu do rządów cywilnych. Zdominowane przez Nigerię siły ECOMOG dokonały interwencji wojskowej i 13 lutego 1998 roku obaliły rząd wojskowy, umożliwiając Kabbahowi miesiąc później powrót na fotel prezydencki. 
Wskutek chaosu postępującego w kraju rebelianci i uczestnicy puczu zostali wyparci z miasta, ale w grudniu 1998 roku ponownie zaatakowali stolicę, walki trwały do stycznia 1999 roku. Mimo porażki we Freetown zbrojna opozycja zachowała kontrolę nad prowincją i kontynuowała walkę w 1999 roku po pojmaniu przez siły rządowe rebelianckiego przywódcy został przeprowadzony szturm na stolicę. Atakujący zostali porwani i ponieśli klęskę. Przejęciu władzy przez Front zapobiegły siły ECOMOG, które rozdzieliły walczące strony. Szturm na Freetown był jednym z ostatnich akordów rebelii. Dzięki pośrednictwu ECOWAS, 7 lipca 1999 roku w Lomé podpisano kolejne porozumienie pokojowe między rządem a RUF, przewidując zakończenie wojny domowej, przekształcenie RUF w partię polityczną oraz usunięciem z Sierra Leone wszystkich najemników. Nadzór nad realizacją porozumienia sprawowała misja ONZ w Sierra Leone (UNAMISL, United Nations Mission in Sierra Leone) licząca 13 tys. żołnierzy, w której główną rolę odgrywała Wielka Brytania. RUF nie zgodziła się na opuszczenie kontrolowanych przezeń kopalni diamentów i torpedował pokojowe wysiłki. W lipcu 2000 roku Rada Bezpieczeństwa ONZ wprowadziła zakaz importu diamentów z Sierra Leone. Pod presją międzynarodową, w listopadzie 2000 roku RUF zgodził się zawrzeć rozejm. 
W styczniu 2002 r. we Freetown doszło do zawarcia ugody, w osiągnięciu której istotną rolę odegrała ONZ. W symbolicznym geście spalono 3 tys. sztuk broni złożonej przez rebeliantów. Po zawarciu pokoju utworzono Komisję Prawdy, ujawniającą zbrodnie z okresu wojny domowej oraz Trybunał Specjalny, który ma ukarać zbrodniarzy. W sierpniu 2003 roku władze ogłosiły zakończenie rozbrajania rebeliantów (broń miało złożyć 70 tys. osób), w czerwcu 2004 roku zaś rozpoczęły się pierwsze procesy oskarżonych o popełnienie zbrodni w czasie wojny domowej.

## Po wojnie
Rozpoczęta w marcu 1991 roku wojna przyniosła utratę domów przez blisko połowę mieszkańców, którzy mają teraz status uchodźców w sąsiednich krajach bądź bezdomnych we własnym państwie. Trudno powiedzieć, jak wielu ludzi zginęło podczas konfliktu, ale z pewnością jej skutki dotknęły większość społeczeństwa, które ucierpiało z powodu straty domów, własności, przesiedleń, łamania praw człowieka wskutek przymusowego wcielania do wojska, tortur, amputacji, przemocy seksualnej itd. Infrastruktura w Sierra Leone została zniszczona, uprawnienia rządu ograniczone, zaś gospodarka upadła. 
Obecnie, w powojennym Sierra Leone ludzie próbują odbudować swoje życie na nowym fundamencie pokoju i stabilizacji. Od oficjalnego zakończenia wojny w Sierra Leone (2002) minęło już kilka lat. Sytuacja w kraju zdaję się być stabilną, ale komplikuje ją duża liczba zagranicznych najemników oraz obecność świetnie na ogół wyekwipowanych i wyszkolonych formacji zbrojnych koncernów, których głównym zadaniem jest  realizacja celów macierzystych firm. W grudniu 2005 roku swoją misję sukcesem zakończył UNAMISL, który został zastąpiony przez UNIOSIL (United Nations Integrated Office for Sierra Leone) – jednostkę ONZ odpowiedzialną za promocję kultury, bezpieczeństwa, pokoju, która ma na celu pomoc w rozwoju jednego z najbiedniejszych krajów świata. Pod koniec grudnia 2006 roku Rada Bezpieczeństwa ONZ jednogłośnie opowiedziała się za rozszerzeniem misji stabilizacyjnej w Sierra Leone, uważając ją za jeden z sukcesów ONZ. Zdaniem Kofiego Annana – byłego sekretarza ONZ – rezultatem współpracy ONZ i rządu Sierra Leone jest zdecydowane ograniczenie analfabetyzmu, nierówności płci, a także zaprowadzenie demokracji, która miała zostać przypieczętowana wyborami w lipcu 2007 roku.
Mimo to wielu uchodźców z Sierra Leone nadal nie chce wracać do swojego państwa. Jest to często spowodowane urazami psychicznymi i traumatycznymi przeżyciami z czasów wojny. Ponadto wielu Sierraleończyków szuka lepszego życia w innych krajach (również europejskich), zdając sobie sprawę, że ich państwo, w którym 65% ludności to analfabeci, bezrobocie wynosi ok. 70%, a 75% ludności żyje za mniej niż 2 dolary dziennie, jeszcze długo nie będzie im w stanie zapewnić tego, co zaoferować mogą kraje bogatsze. Średnia długość życia wynosi zaledwie 40 lat. Wpływ na to ma katastrofalny stan służby zdrowia - infrastruktura medyczna została zniszczona podczas wojny, a większość lekarzy i personelu medycznego uciekła za granicę. Sierra Leone to kraj o najwyższej na świecie śmiertelności dzieci i kobiet w ciąży.